# Курский богословский институт (Швейцария)
Курский богословский институт (нем. Theologische Hochschule Chur) — частный римско-католический институт, расположенный в городе Кур, в немецкой части Швейцарии. Аккредитован Конференцией ректоров швейцарских университетов (CRUS).